# Karma Gyesera
La Gyesera est une voiture de Grand tourisme électrique du constructeur automobile américain Karma Automotive. Elle est le second modèle du constructeur.

## Présentation
La Karma Gyesera est présentée le 5 mars 2024.

## Caractéristiques techniques

### Motorisation
La Gyesera est dotée d'une batterie lithium-ion d'une capacité de 120 kW lui autorisant une autonomie de 402 km.